# FMB
FMB – silnik spalinowy OHC z manualną czterostopniową skrzynią biegów, zbudowany na bazie silnika Hondy Super Cub uchodzącej za wzór jakości i trwałości. Najczęściej stosowany w chińskich motorowerach. Producentem silnika jest m.in.: chińskie przedsiębiorstwo Zongshen.

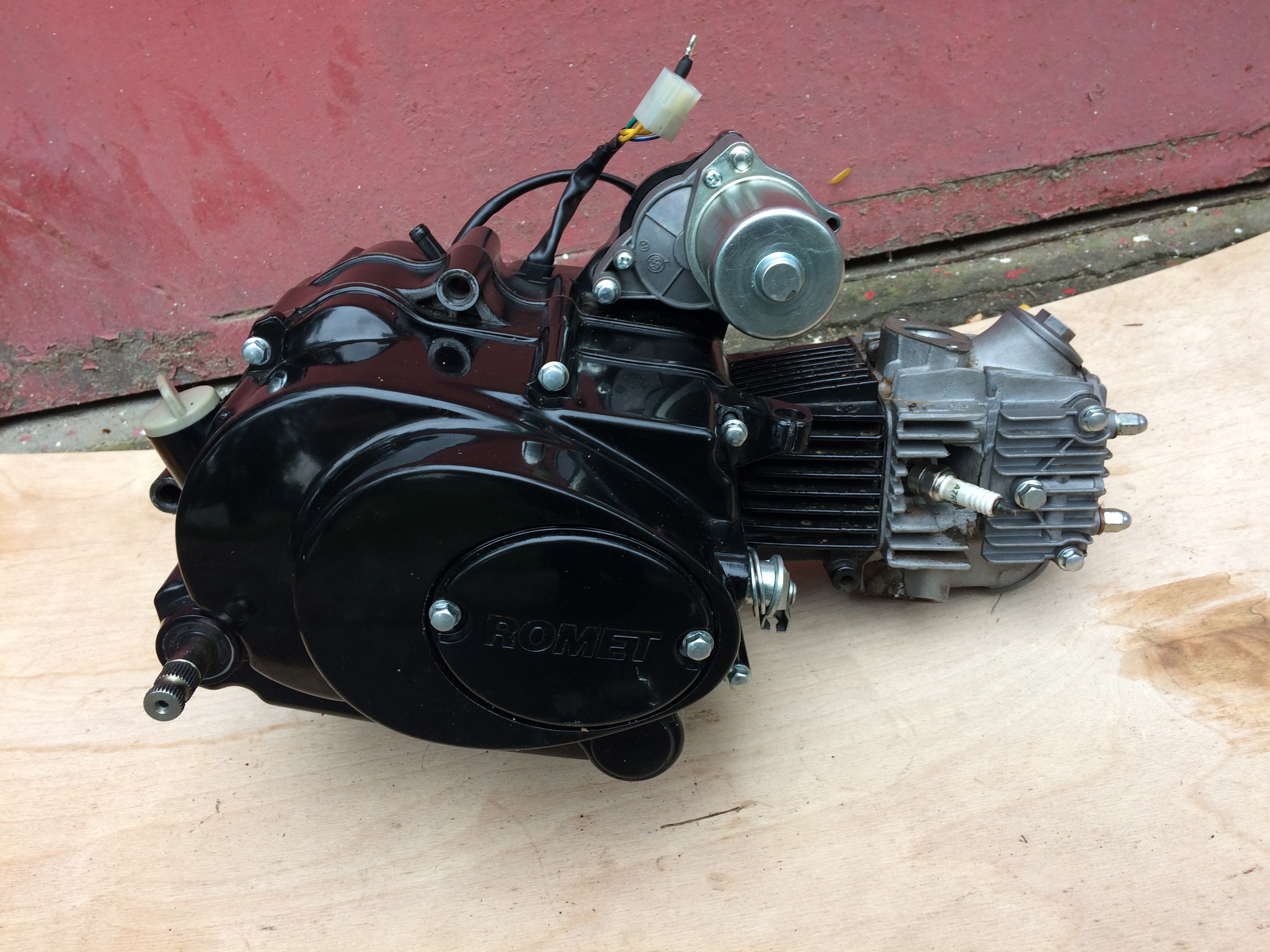
Silnik 139FMB

## Wersje
- Prawidłowe oznaczenia silników to 139MB, 147FMD, 147FMF oraz 152FMH. Potocznie jednak wszystkie te silniki są nazywane 139FMB.
- 139FMB 50 cm³
- 147FMD 72 cm³
- 147FMF 86 cm³ - Silnik ten zawiera elementy wspólne z 147FMD i 152FMH, inny jest tylko cylinder (średnica cylindra z 72 cm³, skok tłoka z 107 cm³).
- 152FMH 107 cm³

## Dane techniczne 50 cm³[3]
- Rodzaj silnika: czterosuwowy OHC, chłodzony powietrzem
- Liczba cylindrów: 1
- Rodzaj rozrządu: górnozaworowy
- Pojemność skokowa: 50 cm³
- Średnica cylindra/skok tłoka: 39mm/41,5mm
- Średnica sworznia tłoka: 13mm
- Stopień sprężania: 9:1
- Moc maksymalna: 2,1KW/2,9KM przy 7500 obr./min
- Maksymalny moment 2,7Nm przy 5000 obr./min
- Skrzynia biegów: 4-stopniowa
- Rozrusznik: elektryczny i nożny
- Świeca: Torch A7RTC (Zamienniki: NGK CR7HS lub CR7HSA)
- Układ zasilania: gaźnik
- Olej: SAE 15W40 (Pierwsze 300 km na dotarciu), SAE 10W40 (Po 300 km - Wymiana co 1,500 km)
- Zapłon: CDI
- Rodzaj napędu: łańcuch
- Pojemmość miski olejowej: 0,9L przy wymianie
- Średnie zużycie paliwa: 2-2,5l/100km

## Dane techniczne 72 cm³[3]
- Rodzaj silnika: czterosuwowy OHC, chłodzony powietrzem
- Liczba Cylindrów: 1
- Rodzaj rozrządu: górnozaworowy
- Pojemność skokowa: 72 cm³
- Średnica cylindra/skok tłoka: 47mm/41,5mm
- Średnica sworznia tłoka: 13mm
- Stopień sprężania: 8,8:1
- Moc maksymalna: 3,4KW/4,6KM przy 7500 obr./min
- Maksymalny moment 4,8Nm przy 4500 obr./min
- Skrzynia biegów: 4-stopniowa
- Rozrusznik: elektryczny i nożny
- Układ zasilania: gaźnik
- Zapłon: CDI
- Rodzaj napędu: łańcuch

## Dane techniczne 86 cm³[4]
- Rodzaj silnika: czterosuwowy OHC, chłodzony powietrzem
- Liczba cylindrów: 1
- Rodzaj rozrządu: górnozaworowy
- Pojemność skokowa: 86 cm³
- Średnica cylindra/skok tłoka: 47mm/49,5mm
- Stopień sprężania: 9,47:1
- Moc maksymalna: 4,04KW/5,5KM przy 7500 obr./min
- Skrzynia biegów: 4-stopniowa
- Rozrusznik: nożny
- Układ zasilania: gaźnik
- Zapłon: CDI
- Rodzaj napędu: łańcuch

## Dane techniczne 107 cm³[3]
- Rodzaj silnika: czterosuwowy OHC, chłodzony powietrzem
- Liczba cylindrów: 1
- Rodzaj rozrządu: górnozaworowy
- Pojemność skokowa: 107 cm³
- Średnica cylindra/skok tłoka: 52,4mm/49,5mm
- Średnica sworznia tłoka: 13mm
- Stopień sprężania: 9:1
- Moc maksymalna: 4,6KW/6,3KM przy 7500 obr./min
- Maksymalny moment 8,8Nm przy 4500 obr./min
- Skrzynia biegów: 4-stopniowa
- Rozrusznik: elektryczny i nożny
- Układ zasilania: gaźnik
- Zapłon: CDI
- Rodzaj napędu: łańcuch